# 帕克斯山莊

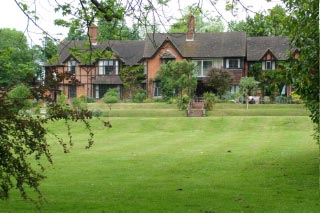
帕克斯山莊

帕克斯山莊（英語：Pax Hill），位於英格蘭漢普郡本特利，為童軍運動創始人羅伯特·貝登堡與夫人奧莉芙的家屋，於20世紀時入住，居住期間超過20年。該山莊距離A31公路約半英里路程。
帕克斯山莊以紅磚建造，坐北朝南，北方地勢較高。在貝登堡家族居住期間，山莊的前方曾設有一座玫瑰園，旁邊設有一座鴿房。山莊附近還設有兩處涼亭、一片灌木林與一座網球場。童軍與女童軍可在車道兩側露營。貝登堡家族後來增建了兩個側廳，其中西側廳由羅伯特·貝登堡親自設計，還以韋河的魚為主題，鑄造新建浴室的門楣。

## 外部連結
- Pax Hill Residential and Nursing Home for the Elderly （页面存档备份，存于）
- Olave Baden-Powell timeline

51°11′32″N 0°53′29″W / 51.19222°N 0.89139°W